# José Manuel Carpinteira
José Manuel Vaz Carpinteira (6 de abril de 1959) é um político português, atual presidente da Câmara Municipal de Valença. Foi deputado à Assembleia da República na XIV legislatura pelo Partido Socialista, de 2019 a 2021. Também é gestor empresarial.
Foi presidente da Câmara Municipal de Vila Nova de Cerveira, de 1989 a 2013, eleito pelo PS.
Em 2021, foi eleito presidente da Câmara Municipal de Valença, pelo PS, para o mandato 2021-2025.